# Filibus
Filibus er en italiensk stumfilm fra 1915 af Mario Roncoroni.